# Terapia (czeski serial telewizyjny)
Terapia (cz. Terapie) – czeski telewizyjny serial psychologiczny, emitowany premierowo jesienią 2011 na czeskim kanale telewizji HBO. Stanowi produkcję siostrzaną wobec polskiego serialu Bez tajemnic. Oba powstawały w tym samym czasie jako część obchodów 15-lecia działalności HBO w Europie Środkowej. Oba stanowią też adaptację izraelskiego serialu BeTipul, a tym samym mają bardzo podobną fabułę. Różnicą między oboma produkcjami jest liczba odcinków - w Czechach zrealizowano trzy sezony (116 odcinków), tak samo jak w Polsce z różnicą jednego odcinka (115 odcinków).
Scenarzystą wiodącym i zarazem głównym reżyserem czeskiej wersji był Petr Zelenka, zaś w głównej roli psychoterapeuty wystąpił Karel Roden.

## Obsada
- Karel Roden jako Marek
- Klára Melíšková jako Alice
- Berenika Kohoutová jako Klara
- Tatiana Pauhofová jako Sandra
- Lukáš Hejlík jako Igor
- Michaela Doubravová jako Linda
- Martin Hofmann jako Michal
- Anna Geislerová jako Jana
- Jiří Štěpnička jako ojciec Igora
- Tomáš Matonoha jako ojciec Lindy